# (200080) 2436 T-3
(200080) 2436 T-3 es un asteroide perteneciente al cinturón de asteroides, descubierto el 16 de octubre de 1977 por Cornelis Johannes van Houten en conjunto a su esposa también astrónoma Ingrid van Houten-Groeneveld y el astrónomo Tom Gehrels desde el Observatorio del Monte Palomar, Estados Unidos.

## Designación y nombre
Designado provisionalmente como 2436 T-3.

## Características orbitales
2436 T-3 está situado a una distancia media del Sol de 2,451 ua, pudiendo alejarse hasta 2,750 ua y acercarse hasta 2,152 ua. Su excentricidad es 0,121 y la inclinación orbital 3,837 grados. Emplea 1401,93 días en completar una órbita alrededor del Sol.

## Características físicas
La magnitud absoluta de 2436 T-3 es 16,6.